# BR24
BR24 ist eine Hörfunkwelle des Bayerischen Rundfunks, die ganztägig Nachrichten verbreitet und zugleich eine plattformübergreifende Nachrichtenmarke des BR.
Zum 1. Juli 2021 wurde der bis dahin gültige Name B5 aktuell im Zuge eines einheitlichen Markenauftritts durch BR24 ersetzt. Bei Aufnahme des Sendebetriebs am 6. Mai 1991 war B5 aktuell das erste Informationsprogramm im deutschsprachigen Hörfunk.

## Geschichte
Vorbild für B5 aktuell war der französische Nachrichtensender France Info von Radio France. Bei Programmbeginn im Mai 1991 übernahm man eine zusätzliche Frequenzkette des Klassikprogramms Bayern 4, über die bis dahin das abendliche Ausländerprogramm der ARD sowie Landtagsdebatten oder andere Ereignisse gesendet wurden. Die später in Deutschland eingeführten anderen Informationswellen orientierten sich an diesem Programmkonzept. Als einer der ersten ARD-Hörfunksender wird die Informationswelle des Bayerischen Rundfunks seit November 1995 auch online verbreitet. In den ersten Jahren hatte der Sender mit dem Slogan „Alles, was man wissen muss“ geworben, danach mit dem Claim „In 15 Minuten kann sich die Welt verändern“, gefolgt wiederum von dem Slogan: „Hören, wie es wirklich ist“. Typisch war das Programmschema mit einer Stundenuhr im 15-Minuten-Takt für Nachrichten und redaktionelle Beiträge.
Seit 21. September 2015 bietet der Sender seine Nachrichten in Text- und Audioform auf dem Portal BR24 an, der Online-Nachrichtenmarke des Bayerischen Rundfunks.
Redakteure und Techniker arbeiten seit Sendebeginn im täglichen Drei-Schicht-Betrieb, Sendestart ist täglich um kurz vor 6 Uhr. Von 22 Uhr bis 6 Uhr strahlt BR24 die von NDR Info produzierte ARD-Infonacht aus. Im März 2019 verstärkte der Sender die regionale Berichterstattung aus Bayern und veränderte unter dem Motto „Aus Bayern für Bayern“ dementsprechend sein Programmschema.
Die Leitung der Redaktion lag von 1991 bis 2004 bei Wolfgang Aigner, danach bis 2006 bei Susanne Zimmer und bis 2018 bei Max Stocker. Im Mai 2018 übernahm Steffen Jenter die Redaktionsleitung.
Der Klang von BR24 ist nachrichtlich geprägt und kann als unaufgeregt-modern bezeichnet werden. Die letzte große Erneuerungsrunde fand laut dem bei BR24 für das Sounddesign verantwortlichen Redakteur Raimund Bacher Mitte 2019 statt; davor gab es jeweils 2016, 2013 und 2010 größere klangliche Veränderungen.

### Senderlogos

Erstes Logo von B5 aktuell
Logo bis Ende der 90er Jahre
Logo bis Oktober 2007
Logo bis 30. Juni 2021
Erstes BR24-Logo bis 2024
Aktuelles Logo

## Programmschema
Die seit dem Sendestart im Prinzip bis heute geltende Grundidee ist es, den Hörern innerhalb einer kurzen Zeit einen Überblick über die wichtigsten aktuellen Nachrichten zu geben. Auf diesem Grundprinzip basiert das Programmschema des Programms. Innerhalb des Schemas sind die Inhalte je nach Aktualität Stunde für Tag verschieden.

### Montag bis Freitag
Das Programm ist in Infoblöcke gegliedert. Sie beginnen zur vollen und halben Stunde mit den Schlagzeilen – gefolgt von Korrespondentenberichten, von der Redaktion produzierten Beiträgen, O-Tönen, Einschätzungen, Stichworten und Meldungen. Die Länge dieser Blöcke variiert zwischen acht und 13 Minuten, die Moderation übernehmen Redakteure. Jeweils um Viertel vor und Viertel nach präsentieren Sprecher Nachrichten, die zwischen zwei und fünf Minuten lang sind. Halbstündlich gibt es Börseninformationen, präsentiert von der BR-Wirtschaftsredaktion, die auch BR24 Wirtschaft verantwortet.
Komplettiert wird das Programmschema durch einen vierminütigen BR24 Sport, die etwa ebenso lange BR24 Kultur, BR24 Hintergrund, Verkehr und Wetter (BR24 Service), einem Wissenschaftsthema (BR24 Wissen kompakt, nur im Frühprogramm) sowie Berichten aus Bayern (BR24 Bayern). In den besonders hörerstarken Zeiten sendet BR24 Bayern halbstündlich aus dem BR-Studio in Freimann (xx:17 Uhr und xx:47 Uhr), sonst einmal pro Stunde (xx:08 Uhr).
Das Programmschema sieht an Werktagen (6–9 Uhr und 15–18 Uhr) entsprechend wie folgt aus:
| Minute | Sendungen und Sendeelemente                                   |
| x:00   | Infoblock mit Meldungen, O-Tönen und Korrespondentenberichten |
| x:12   | BR24 Börse                                                    |
| x:13   | BR24 Wissen kompakt                                           |
| x:15   | Nachrichten                                                   |
| x:17   | BR24 Bayern                                                   |
| x:20   | BR24 Hintergrund bzw. Thema des Tages                         |
| x:25   | BR24 Kultur                                                   |
| x:28   | BR24 Service (Verkehr, Wetter)                                |
| x:30   | Infoblock                                                     |
| x:38   | BR24 Wirtschaft inklusive Börse                               |
| x:45   | Nachrichten                                                   |
| x:47   | BR24 Bayern bzw. Bayern-Thema                                 |
| x:50   | BR24 Hintergrund                                              |
| x:55   | BR24 Sport                                                    |
| x:58   | BR24 Service (Verkehr, Wetter)                                |

### Samstag
Am Samstag sendet BR24 wie an normalen Werktagen von 6–24 Uhr ein aktuelles Programm – ergänzt durch einige feste Samstagsrubriken wie das BR24 Interview der Woche, ein knapp achtminütiges Gespräch. Außerdem haben an diesem Tag Sportübertragungen, vor allem die Fußball-Bundesliga, einen hohen Stellenwert im Programm.

### Sonntag
Sonntags gibt es Magazinsendungen und Wochenrückblicke der BR-Fachressorts. Zwischen den einzelnen etwa 25 Minuten langen Sendungen gibt es zur vollen und halben Stunde aktuelle Nachrichten. Um 9 Uhr (Das Aktuelle am Morgen), 12 Uhr (Das Aktuelle am Mittag) sowie um 18 und 22 Uhr (Das Aktuelle am Abend) bringt der Sender jeweils viertelstündliche Nachrichtensendungen mit Korrespondentenberichten, O-Tönen und Live-Gesprächen.
Sonntags um 11 ist die wöchentliche Talksendung auf BR24. Anrufer können zwischen 11:05 Uhr und 12:00 Uhr kostenlos über ein von der Redaktion ausgesuchtes, relevantes Thema der zurückliegenden Woche diskutieren – zusammen mit dem Moderator, einem Studiogast (in der Regel ein Vertreter einer bayerischen Tageszeitung) und zumeist mit einem zugeschalteten Experten. Sie können zudem Stellungnahmen über Instant-Messanging-Dienste wie WhatsApp und den Mikroblogging-Dienst Twitter an die Redaktion senden; diese Audioaufnahmen und Kurztexte werden mitunter live in die Sendung eingespielt.

### Feiertag
An den meisten Feiertagen strahlt BR24 das Programmschema des entsprechenden Wochentages aus. An Heiligabend, Weihnachten, Neujahr, Karfreitag, Ostersonntag, Ostermontag und Pfingstmontag sendet BR24 die Notizen aus aller Welt als 25 Minuten lange Beiträge der ARD-Korrespondenten jenseits der Alltagsberichterstattung.

### Nachtprogramm
Zwischen 22 Uhr und 6 Uhr bringt BR24 die ARD-Infonacht, das gemeinsame Live-Nachtprogramm der ARD-Nachrichtenradios. Diese Umschaltung fand bis einschließlich Juni 2024 erst um 24 Uhr statt, wurde aber wegen des Kostendrucks vorgezogen. Der Sender beteiligt sich hier mit Beiträgen und Korrespondentenberichten aus Bayern.

## Empfang
BR24 ist auf UKW und DAB+ sowie über einen Livestream im Internet zu empfangen.

### Terrestrische Verbreitung
| Senderstandort                    | MHz   | ERP (kW) |
| --------------------------------- | ----- | -------- |
| Unterfranken                      |       |          |
| Kreuzberg/Rhön                    | 105,3 | 100      |
| Pfaffenberg bei Aschaffenburg     | 106,4 | 25       |
| Würzburg                          | 105,7 | 0,2      |
| Ober- und Mittelfranken           |       |          |
| Bamberg-Geisberg                  | 97,4  | 5        |
| Büttelberg/Frankenhöhe            | 104,0 | 25       |
| Coburg                            | 92,8  | 0,3      |
| Dillberg bei Neumarkt/Opf         | 102,0 | 25       |
| Sender Ebersdorf                  | 104,8 | 0,02     |
| Ochsenkopf/Fichtelgebirge         | 107,1 | 100      |
| Niederbayern und Oberpfalz        |       |          |
| Brotjacklriegel/Bayerischer Wald  | 106,9 | 100      |
| Dillberg bei Neumarkt/Opf.        | 102,0 | 25       |
| Hohe Linie bei Regensburg         | 105,0 | 25       |
| Hoher Bogen bei Furth im Wald     | 104,4 | 50       |
| Landshut (Altdorf)                | 106,6 | 1        |
| Ochsenkopf/Fichtelgebirge         | 107,1 | 100      |
| Passau                            | 105,9 | 0,3      |
| Schwaben                          |       |          |
| Augsburg                          | 90,1  | 0,1      |
| Balderschwang                     | 107,3 | 0,02     |
| Burgberg-Halden                   | 107,5 | 0,1      |
| Grünten/Allgäu                    | 106,9 | 100      |
| Hühnerberg bei Donauwörth         | 107,6 | 11       |
| Lindau (Hoyerberg)                | 100,4 | 0,5      |
| Pfronten                          | 107,8 | 0,05     |
| Ulm                               | 107,4 | 0,08     |
| Oberbayern                        |       |          |
| Bad Reichenhall                   | 107,1 | 0,05     |
| Bad Tölz (Gaißach)                | 104,9 | 0,1      |
| Berchtesgaden                     | 106,4 | 0,3      |
| Garmisch-Partenkirchen (Kreuzeck) | 104,9 | 0,1      |
| Gelbelsee bei Ingolstadt          | 106,1 | 10       |
| Herzogstand bei Kochel            | 87,6  | 0,1      |
| Hochberg bei Traunstein           | 107,1 | 5        |
| Inntal bei Kiefersfelden          | 107,0 | 0,05     |
| München-Ismaning                  | 90,0  | 25       |
| Oberammergau                      | 106,7 | 0,01     |
| Reit im Winkl                     | 104,8 | 0,1      |
| Tegernseer Tal (Wallberg)         | 101,8 | 0,1      |
| Untersberg                        | 87,8  | 0,1      |
| Wendelstein                       | 105,7 | 100      |

Weiterhin besteht die Empfangsmöglichkeit über Satellit und über das digitale Angebot in den Kabelnetzen. In Südtirol wird BR24 von der Rundfunk-Anstalt Südtirol im Standard DAB+ ausgestrahlt.
Die Kurzwellenausstrahlung auf 6085 kHz wurde eingestellt. Nachdem das Programm dort vorher analog zu hören war, wurde die Frequenz von Mai 2005 bis Oktober 2010 im DRM-Modus über die Sendeanlage Ismaning betrieben.

### Verbreitung über Internet und Smartphone-Apps
BR24 wird über das Internet im MP3-Format (M3U) mit der Datenrate 128 kB/s angeboten.
Über die BR-Radio-App kann der Livestream über die HLS-Technologie gehört werden und mit Titel-, Programm- und Moderatoreninfos interagiert werden. Zudem kann man über die App im Radioprogramm entlang einer Zeitleiste zurückspulen und Sendungen nachhören. Die BR24-Podcasts stehen in der ARD Audiothek zur Verfügung. Die Apps gibt es für die Betriebssysteme Android und iOS.

## Reichweite
Die beste Quote erzielte der Sender in der Mediaanalyse Audio 2019 mit einer werktäglichen Tagesreichweite von 6,9 Prozent, der höchste Wert seit Sendestart. Bundesweit 820.000 Hörer schalteten pro Werktag ein, in Bayern waren es 750.000.
BR24 erreichte Mitte des Jahres 2021 täglich 650.000 Menschen, im wichtigsten Verbreitungsgebiet Bayern liegt die Reichweite laut Media-Analyse der Arbeitsgemeinschaft Media-Analyse bei 5,3 Prozent. Damit ist BR24 eines der erfolgreichsten Informationsprogramme in Deutschland.

## BR24live
Das Schwesterprogramm BR24live ist seit dem 8. Oktober 2007 der „Ereigniskanal“ von BR24 für die Übertragung von Sitzungen des Deutschen Bundestags und des Bayerischen Landtages sowie von größeren Sportereignissen (DFB-Pokal, Länderspiele, Champions League). Der Sender ist nur digital zu empfangen. Der Sender hieß bis zum 30. Juni 2021 B5 plus.

## Trivia
- B5 aktuell hatte in den ersten Jahren nach Sendestart 1991 immer wieder mit technischen Problemen zu kämpfen. Die Beiträge wurden damals von sogenannten Cartridges abgespielt – viereckige Plastiktonträger, die manchmal durcheinander geraten.[22]

- Wie bei allen Hörfunksendern hat sich die redaktionelle Arbeit durch Technisierung und Digitalisierung in den vergangenen Jahren und Jahrzehnten stark verändert. Kamen die Meldungen der Nachrichtenagenturen Anfang der 1990er-Jahre über den Ticker auf oft meterlangen Papierrollen an, gehen die Agenturmeldungen heute in täglich tausendfacher Anzahl auf den Bildschirmen an den Arbeitsplätzen in der Redaktion ein. Während zudem damals die Korrespondentenberichte auf Tonbänder aufgenommen wurden, die dann mit der Schere geschnitten und schließlich wieder geklebt werden mussten, wird das Material heute ausschließlich am Computer bearbeitet.[23][24]

- Die CSU-Parteizeitung Bayernkurier warf dem Bayerischen Rundfunk im Jahr 2011 vor, sich zu einem „Rot-Grün-Funk“ entwickelt zu haben. Als Beispiele genannt wurden die Berichterstattung in den BR-Hörfunknachrichten, auf B5 aktuell und in der „Radiowelt“ auf Bayern 2. Der Vorwurf lautete „in Nachrichten verpackte Meinungen, tendenziöse Moderationstexte, einseitige Auswahl von O-Tönen und Interviewpartnern sowie gezielte thematische Schwerpunktsetzung in der Berichterstattung“.[25] Der damalige Landeschef der bayerischen Grünen, Dieter Janecek, sagte daraufhin, die Nerven müssten bei der CSU schon sehr blank liegen, „wenn man ausgerechnet im ehemaligen Schwarzfunk BR heute eine Speerspitze für linke Umtriebe sehen will“.[26] Die Medienkritik des Bayernkuriers war mit der damaligen Führung der CSU offenbar nicht abgesprochen.[27]
- An einem bis dahin in dieser Größe einmaligen Warnstreik im öffentlich-rechtlichen Rundfunk beteiligten sich am 18. September 2019 auch zahlreiche Mitarbeiter von B5 aktuell. Zeitweise musste das Programm stark reduziert und auf Bayern 3 umgestellt werden.[28][29][30]

- Zu Beginn der COVID-19-Pandemie in Deutschland musste B5 aktuell nach Infektionsfällen zahlreiche Mitarbeiter in Quarantäne schicken, so dass das eigenständige Programm nicht aufrechterhalten werden konnte. Als Reaktion darauf sendete man vom 23. März 2020 bis zum 13. April 2020 ein überwiegend gemeinsames Programm mit Bayern 2.[31]

## Auszeichnungen
- 2011, 2020: Deutscher Radiopreis[32][33]